# Дикая Америка
«Дикая Америка» (англ. Wild America) ― американский приключенческий комедийный фильм 1997 года, основанный на жизни документалиста дикой природы Марти Стауффера. Режиссёром фильма выступил Уильям Дир, автором сценария ― Дэвид Майкл Вигер.

## Сюжет
Летом 1967 года Маршалла Стауффера преследуют в Форт-Смите, штат Арканзас, два его старших брата, Марк и Марти. Братьям нравится использовать Маршалла для съемок трюков, которые ему не нравятся. Время от времени Марти и Марк показывают видеозапись своих выходок в гараже всем своим друзьям. Маршалл неоднократно и тайно сводил счеты со своими братьями, устраивая собственные розыгрыши из мести, например, чистил туалет зубными щетками своих братьев и наполнял их фляги речной водой, в которую они мочились.
У Марка и Марти есть мечта снимать опасных животных по всей стране. Они находят редкую, специальную камеру в магазине, где проявляют свои пленки. Несмотря на то, что их отец Марти-старший настаивал на том, что они не могут позволить себе фотоаппарат, он смягчается после того, как их мать, Агнес, говорит, что отдаст им свои деньги, которые она копила в течение нескольких лет. Марти и Марк покупают фотоаппарат и начинают планировать свое путешествие. Их отец против этой идеи.
Три брата отправляются в поход. Сначала они упускают шанс поймать орла, затем идут снимать аллигаторов. Вдруг они видят человека, на которого напал аллигатор и снимают это. Когда они плывут на лодке по болоту, Марк забрасывает какую-то приманку, но она попадает на деревья. Пытаясь достать её, его одежда застревает на ветке под водой, и он начинает тонуть. Маршалл и Марти управляют лодкой и пытаются спасти его, но она врезается в другую ветку, из-за чего Маршалл летит в воду. Маршалл берет у Марти нож и освобождает Марка, но теперь Маршалл сталкивается с проблемой посерьезнее: он и аллигатор оказываются лицом к лицу. Однако, Маршаллу удается вовремя вернуться на лодку. Когда они возвращаются в хижину, человек (Стренго) рассказывает им о том, как он служил в Корейской войне и подружился с однополчанином по имени Фил. Стренго и Фил обменивались историями о своих приключениях в дикой природе. Стренго рассказывал об охоте на аллигаторов, а Фил рассказывал небылицы о медведях. Это привлекает внимание Марти, и он спрашивает об этом. Странго утверждает, что Фил говорил о пещере, полной сотен медведей, где-то на западе.
Мальчики едут на северо-запад, пока не добираются до игровой площадки в Колорадо, "последнего пристанища дикого американского волка". Игровая площадка дьявола расположена на территории, охраняемой правительством. Они засняли на видео, как волк подкрадывается к лани. Затем, когда волк собирается напасть из засады на лань, раздается серия взрывов. Братья поднимают глаза и видят два "Фантома" F-4, летящих над головой. Пилоты видят братьев и разворачиваются, стреляя по ним ракетами, в конце концов попадая в гигантский валун, сбивающий всех троих с ног. Когда они встают, навстречу им с грохотом несется табун диких лошадей. Они садятся в грузовик как раз вовремя, чтобы заснять это на видео. Когда лошади проезжают мимо, Маршалл видит сову, которая очень похожа на его сову Леону. Все трое следуют по нему и обнаруживают пещеру. На стене пещеры есть древний индийский рисунок, изображающий пещеру, заполненную фигурами в форме медведей. Марти и Марк рисуют его на груди Маршалла и показывают пожилой коренной американке. Женщина рассказывает им, что он расположен недалеко от пика Арапахо в Монтане.
После того, как странный человек спас Маршалла, спустившись вниз по течению, он тоже рассказывает братьям о пещере и о том, где она находится. Во время путешествия они встречают женщину, чей муж был убит медведями. Вернувшись к своему фургону, они обнаружили, что их ограбили, но пленка все равно осталась у них. Марк ломает ногу после драки с Марти. Несмотря на его ранение, они продолжают поиски медвежьей пещеры. Обнаружив это, они начинают снимать, пока медведи спят, но медведи просыпаются после того, как летучая мышь попадает на одну из фотоламп. К счастью, братья знают песню, которая усыпляет медведей, позволяя братьям сбежать с камерой. Вернувшись домой, Маршалл узнает, что его отец никогда не летал на самолёте, и дела начинают идти под откос, когда отец братьев получает травму и оказывается в больнице, в результате чего мальчикам и их матери приходится выполнять работу самостоятельно.
На следующий день Маршалл управляет самолётом, а Леон вскакивает и помогает ему. После полета на самолёте его отец в конце концов оказывается впечатлен им. Позже они показывают свой фильм в школьном спортзале, все хлопают, а когда их враг делает грубый комментарий, отец начинает аплодировать, заставляя толпу хлопать в ладоши. Ди Си становится единственным, кто хочет вернуть свои деньги, которые он получает от Марти-старшего, в то время как все остальные хвалят братьев. Маршалл и его отец улыбаются друг другу.

## В ролях
- Джонатан Тейлор Томас ― Маршалл Стауффер
- Девон Сава ― Марк Стауффер
- Скотт Бэйрстоу ― Марти Стауффер
- Дэнни Гловер ― Снежный человек
- Трейси Уолтер — Леон
- Джейми Шеридан ― отец братьев
- Фрэнсис Фишер ― мать братьев

## Приём
Фильм собрал в прокате 7,3 миллиона долларов.
Агрегатор рецензий Rotten Tomatoes сообщает, что 27% из 22 опрошенных критиков дали фильму положительный отзыв, средняя оценка составляет 4,5/10. Консенсус сайта гласит: Фильм представляет собой олдскульные приключения в дикой природе, но ему не хватает захватывающей истории.